# Kungariket Armenien (antiken)

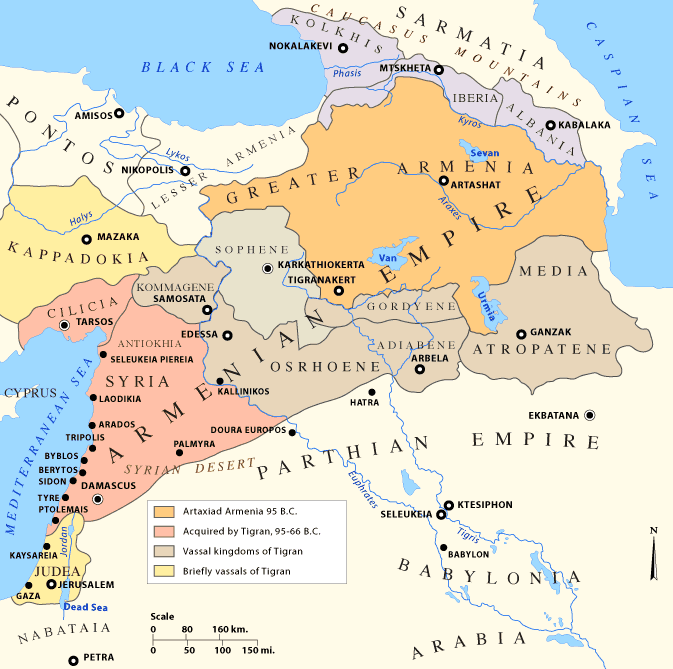
Maps of the Armenian Empire of Tigranes

Större Armenien var ett historiskt rike i nuvarande östra Turkiet och Armenien, som existerade mellan 331 f.Kr. och 428 e.Kr.

## Historik
När Urartu erövrades av Persien blev Armenien en persisk provins, Satrapiet Armenien. När Persien föll efter Alexander den stores erövring, blev Armenien åter självständigt under Orontiddynastin. Riket upplevde en storhetstid under Tigranes den store. 
Armenien fungerade i praktiken som en bufferstat mellan Romerska riket och Partien och (sedan Sasanidernas Persien). Rom betraktade Armenien som en klientstat de facto och ingrep vid flera tillfällen i armenisk politik, och tillsatte och avsatte härskare utifrån romerska intressen. 
Armenien blev kristet år 301. Riket delades mellan Rom och Persien år 387. Västra Armenien blev då en romersk provins. Östra Armenien blev ett lydrike under Persien. Östra Armeniens kungaätt avsattes slutligen av Persien år 428, då den riket slutligen utplånades. Området hamnade sedan under Bysantinska riket respektive Umayyadernas kalifat. Ett självständigt Armenien uppstod inte igen förrän med Bagratidernas Armenien på 800-talet. 